# 毛汝麒
毛汝麒（1513年—1586年），字伯祥，號露山，浙江衢州府龍游縣人，民籍，明朝政治人物。

## 生平
嘉靖二十二年（1543年）癸卯科浙江鄉試第三十五名舉人。嘉靖二十六年丁未科會試第一百八十二名，未殿试，二十九年（1550年）中式庚戌科三甲第五十四名進士。授番禺县知县，遷广平府通判，署五县事，升赣州府同知，章琏作乱，汝麒练兵讨平，以功加四品俸，升江西西江兵备道佥事，寻告归。

## 著作
著有《露山漫稿》一卷。

## 家族
曾祖毛永福；祖父毛最誠（1460年-1518年），字成甫；父毛文瑛（1485年-1546年），字元秀，号存耕，母江氏；繼母姚氏。慈侍下。弟汝獬、汝羆。子毛一陽、一元、一中、一正。